# نیکولاس سالمرون آلونزو
نیکولاس سالمرون آلونزو (انگلیسی: Nicolás Salmerón y Alonso؛ ۱۰ آوریل ۱۸۳۸ – ۲۱ سپتامبر ۱۹۰۸) یک سیاست‌مدار اهل اسپانیا بود. 